# Тюрквидение-2017
Конкурс песни тюркского мира Тюрквидение 2017 (тур. Türkvizyon Türk Dünyası Şarkı Yarışması 2017) — должен был стать четвёртым «ежегодным» конкурсом, который планировалось провести в столице Казахстана — Астане. Ожидалось, что в конкурсе примут участие более 20 стран и регионов, имеющих преимущественно тюркское население или в которых широко распространены тюркские языки. На данный момент своё участие подтвердили 27 стран и регионов. Даты полуфиналов — 8 сентября и 9 сентября, финал конкурса состоится 10 сентября 2017 года.
На конкурс вернулись регионы Российской Федерации, за исключением Карачаево-Черкесии и Хакасии. В этом году Кабардино-Балкария будет участвовать отдельно от Карачаево-Черкесии. Также на конкурсе дебютируют 5 стран из Европы — Латвия, Молдавия, Нидерланды, Польша, Швеция, а также Ставропольский край и Кумыки.

## Место проведения
В этом году песенный конкурс тюркоязычных стран пройдет столице Казахстана — Астане. Площадкой для проведения был выбран концертный зал «Казахстан», вместимостью 3,5 тысячи зрителей.

### Выбор места проведения

Концертный зал «Казахстан» — место проведения «Тюрквидения-2017»

В 2016 году Уфа, столица Башкортостана, должна была стать культурной столицей тюркского мира и принять у себя конкурс. Однако после инцидента с уничтожением российского Су-24 в Сирии вместо Уфы, за короткий срок, в срочном порядке в качестве культурной столицы тюркского мира на будущий год был выбран азербайджанский город Шеки. Но так как в городе отсутствует соответствующая арена, место проведения планировалось перенести в Бакинский кристальный зал. Однако позже выяснилось, что Азербайджан вовсе отказывается проводить конкурс.
После чего планировалось провести конкурс вновь в Турции, однако было принято решение перенести конкурс на 2017 год из-за политической ситуации в стране. 15 февраля стало известно, что конкурс пройдет в Казахстане в рамках выставки «EXPO-2017» в Астане. Местом проведения был объявлен многофункциональный ледовый дворец «Барыс-Арена», который через несколько дней было изменён на концертный зал «Казахстан».
Аналогичная ситуация была в 2015 году, когда Туркменистан долгое время не сообщал о ходе подготовке конкурса. Лишь за три месяца до начала старта конкурса стало известно, что Тюрквидение пройдет в Стамбуле.

## Формат

### Полуфинал
В этом году на конкурс будет возвращен полуфинал, который был использован на конкурсах 2013-2014 годов. В 2015 году процесс полуфинала был отменен из-за того, что менее чем за месяц до конкурса от участия отказались все российские регионы, ранее подтвердившие своё участие. Причиной отказа стало прекращение содружества Министерства культуры РФ с организацией ТЮРКСОЙ из-за политической обстановки России с Турцией. Впервые за историю конкурса пройдет два полуфинала.

## Участники

### Исполнители, уже участвовавшие в Тюрквидении ранее

#### Выступавшие как полноценные исполнители
- Башкортостан: Зилия Бахтиева (Тюрквидение 2015 — не смогла принять участие в конкурсе из-за политической ситуации, сложившейся после инцидента с уничтожением российского Су-24 в Сирии)
- Кабардино-Балкария: Арис Аппаев (Тюрквидение 2015 — не смог принять участие в конкурсе из-за политической ситуации, сложившейся после инцидента с уничтожением российского Су-24 в Сирии)
- Татарстан: группа «Ямьле» (Тюрквидение 2015 — не смогла принять участие в конкурсе из-за политической ситуации, сложившейся после инцидента с уничтожением российского Су-24 в Сирии)[6]

### Подтверждённые участники
| № | Страна              | Язык             | Артист            | Песня                     | Перевод                    | Очки | Место |
| - | ------------------- | ---------------- | ----------------- | ------------------------- | -------------------------- | ---- | ----- |
|   | Башкортостан        | башкирский       | Зилия Бахтиева    | «Донья Матур»             | «Мир прекрасен»            |      |       |
|   | Беларусь            | азербайджанский  | Светлана Агарвал  | «Meni Anla»               | «Пойми меня»               |      |       |
|   | Гагаузия            |                  | Юлии Арнаут       | «Kemençä»                 |                            |      |       |
|   | Германия            |                  | Сейран            |                           |                            |      |       |
|   | Казахстан           |                  |                   |                           |                            |      |       |
|   | Крым                | крымскотатарский | Алла Сейдалиева   | «Фелегимсинъ»             | «Ты мой ангел»             |      |       |
|   | Латвия              | турецкий         | Оксана Билера     | «Yakışıyor bize bu sevgi» | «Эта любовь подходит нам»  |      |       |
|   | Молдова             | турецкий         | Пелагея Стефогло  | «Yallah Yallah!»          | «Давай, давай!»            |      |       |
|   | Нидерланды          | азербайджанский  | Эльджан Рзаев     | «Ana vətən»               | «Моя Родина»               |      |       |
|   | Польша              | турецкий         | Ольга Шиманская   | «Masal Gibi Bu Dünya»     | «Этот мир похож на сказку» |      |       |
|   | Румыния             |                  | Сунай Сэс         |                           |                            |      |       |
|   | Ставропольский край |                  |                   |                           | -                          |      |       |
|   | Татарстан           |                  | Группа «Ямьле»    |                           |                            |      |       |
|   | Украина             | гагаузский       | Наталья Папазоглу | «Tikenli yol»             | «Тернистый путь»           |      |       |
|   | Швеция              | азербайджанский  | Агид Аргаван      | «Dirçəliş»                | «Возрождение»              |      |       |

## Другие страны, регионы и народы

### Страны, участвовавшие ранее
- Албания
- Болгария
- Босния и Герцеговина — возможное участие
- Грузия
- Иракские туркмены
- Иран
- Кемеровская область
- Косово — возможное участие
- Северная Македония
- Сирия
- Туркменистан
- Узбекистан

### Дебют
- Ставропольский край — Ногайцы подтвердили, что они примут участие на конкурсе.[16]